# 크리스다얀티

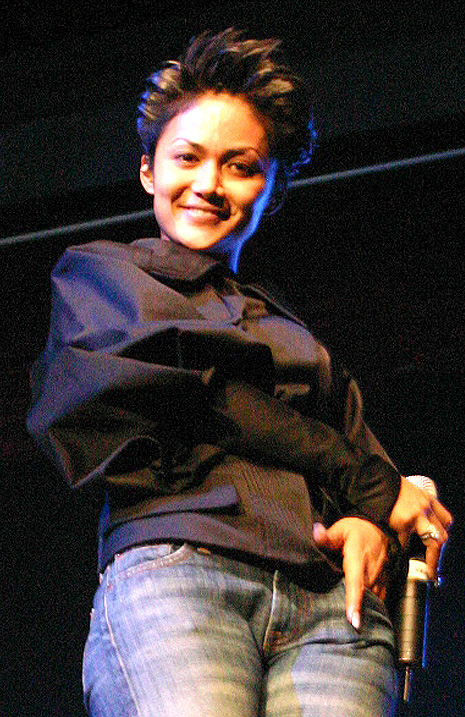

크리스다얀티(인도네시아어: Krisdayanti)는 인도네시아의 가수이자 배우이다. 1984년 영화 므갈로만(Megaloman)의 OST로 데뷔했으며, 이후 1987년 첫 정규 앨범을 냈다. 2009년 말레이시아 가수 시티 누르할리자와 듀엣 앨범을 내기도 했다.